# Boisar
Boisar là một thị trấn thống kê (census town) của quận Thane thuộc bang Maharashtra, Ấn Độ.

## Địa lý
Boisar có vị trí 19°48′B 72°45′Đ / 19,8°B 72,75°Đ Nó có độ cao trung bình là 10 mét (32 foot).

## Nhân khẩu
Theo điều tra dân số năm 2001 của Ấn Độ, Boisar có dân số 14.684 người. Phái nam chiếm 56% tổng số dân và phái nữ chiếm 44%. Boisar có tỷ lệ 77% biết đọc biết viết, cao hơn tỷ lệ trung bình toàn quốc là 59,5%: tỷ lệ cho phái nam là 83%, và tỷ lệ cho phái nữ là 69%. Tại Boisar, 15% dân số nhỏ hơn 6 tuổi.